# Irische Rebellion (1641)
Die Irische Rebellion von 1641 (irisch Éirí Amach 1641, englisch Irish Rebellion of 1641) begann mit einem versuchten Coup d’État des irisch-katholischen Adels gegen die englische Verwaltung, entwickelte sich aber schnell zu einem blutigen Kampf zwischen einheimischen (katholischen) Iren und englischen bzw. schottischen (protestantischen) Siedlern. Der Aufstand entzündete sich an der Angst der Iren vor einer bevorstehenden Invasion Irlands durch anti-katholische Kräfte des Langen Parlaments bzw. schottischer Covenanters und gilt als Teil der irischen Konföderationskriege.
Die Rebellion brach im Oktober 1641 aus, gefolgt von einigen Monaten Gewalttätigkeiten, bevor im Sommer 1642 die obere Klasse und der Klerus die Konföderation Irland bildeten, eine De-facto-Regierung von Irland.

## Gründe für die Rebellion
Die Wurzeln der Rebellion von 1641 liegen im Scheitern des englischen Staates in Irland, die gälischen Adligen auf ihre Seite zu ziehen. Die vor-elisabethanische irische Bevölkerung wird normalerweise in zwei Gruppen geteilt: die „Old Irish“ (also die gälischen Iren) und die „Old English“, die Abkömmlinge der normannischen Siedler in Irland. Beide Gruppen sind historisch bedingt gegensätzlich; die hauptsächlich englisch besiedelten Gebiete rund um Dublin („The Pale“), in Süd-Wexford und anderen befestigten Städten auf der einen Seite, die eher in ländlichen Gebieten siedelnden gälischen Clans auf der anderen Seite.
Doch im 17. Jahrhundert waren die kulturellen Unterschiede zwischen den beiden Gruppen, speziell in den oberen sozialen Schichten, kleiner geworden. Beispielsweise sprachen viele der Old English Lords nicht nur die irische Sprache, sondern waren auch der irischen Poesie und Musik sehr verbunden, was zu dem Ausdruck Hiberniores Hibernis ipsis führte – Irischer als die Iren selbst. Auch die interkonfessionelle Ehe, zugleich fast immer eine interkulturelle Ehe, war üblich und infolge der elisabethanischen Eroberung Irlands Anfang des 17. Jahrhunderts wurde die Bevölkerung daher eher nach ihrem Glauben unterteilt: der römisch-katholische Glauben der einheimischen Iren gegenüber dem Protestantismus der britischen Siedler und der britischen Regierung in Irland. Die katholischen Iren fühlten sich immer mehr bedroht und diskriminiert.

### Die Plantations
Mit der Eroberung Irlands im 16. und frühen 17. Jahrhundert durch England gingen die sogenannten Plantations einher, also großflächige Landenteignungen von irischen Landbesitzern mit dem Ziel, englische und schottische Siedler anzusiedeln. Die Bedingungen dieser Plantations, vor allem in Ulster waren sehr streng, so dass es der einheimischen Bevölkerung nicht gestattet war, Land in diesen Gebieten zu besitzen oder zu vermieten. Weiterhin war es ihnen nicht gestattet, auf den Ländereien der Siedler zu arbeiten. Dies führte zum Verschwinden einst mächtiger Familien wie die der O’Neills und der O’Donnells (siehe hierzu auch: Flucht der Grafen). Viele irische Flüchtlinge, die ins Exil gingen, traten den katholischen Söldnerarmeen von Spanien und Frankreich bei und es entwickelte sich eine militante Haltung gegen die britische Regierung in Irland.

### Die Religionsfrage
Viele der oberen irischen Klassen waren ideologisch der Souveränität des englischen Königs über Irland nicht abgeneigt, wollten ihren Status innerhalb der Gesellschaft allerdings nicht verlieren. Dies war allerdings durch zwei Tatsachen sehr gefährdet: ihre religiöse Abstammung und die Ausweitung der Plantations. Protestantismus war die offizielle Religion der drei Königreiche von Irland, England und Schottland. Alle mittelalterlichen Kathedralen und Pfarrkirchen gehörten der anglikanischen Church of Ireland. Das Nicht-Erscheinen in der Kirche wurde mit Geldstrafen und die offene Ausübung einer anderen Religion sogar mit Inhaftierung geahndet. Katholiken war es nicht gestattet Staatsämter auszuüben oder im Militär zu dienen. Der irische Staatsrat war von englischen Protestanten (und damit Siedlern) dominiert und das Parlament durch die Poynings’ Law dem englischen Parlament untergeordnet. Durch dieses Parlament, das versuchte immer mehr Land von den irischen Landbesitzern zu enteignen, indem sie die irischen Adelstitel nicht anerkannten, wandten sich die irischen Katholiken schließlich mit der Bitte um Anerkennung ihrer Religion direkt an den englischen König (zuerst Jakob I., dann Karl I.). Es gab einige Einigungen, die die Forderungen der Iren nachkamen, doch nach Zahlung der (im Gegenzug versprochenen) höheren Steuern wurde die Anerkennung der Religion immer wieder verschoben. Hinzu kam in den späten 1630er Jahren noch die Drohung von Thomas Wentworth, 1. Earl of Strafford (des Repräsentanten von Karl I. in Irland), weitere Enteignungen vorzunehmen, um die Oberklasse weiter zu schwächen. Es ist wahrscheinlich, dass diese Drohung ohnehin zu einem bewaffneten Widerstand geführt hätte, doch die Rebellion wurde durch die destabilisierte Lage in der englischen Politik noch vorangetrieben.

### Verschwörung
1640 rebellierte Schottland gegen die religiöse Politik von Karl I., da sie das gleiche Schicksal Irlands fürchteten. Der Versuch des Königs, die sog. Bischofskriege in den Griff zu bekommen, scheiterte, als das Lange Parlament der Erhöhung der Steuern zur Unterstützung der Armee nicht zustimmte. Karl I. verhandelte daraufhin mit den irischen Katholiken, die ihm durch Soldaten halfen, die Rebellion in Schottland unter Kontrolle zu bringen. Für die Schotten und das englische Parlament galt Karl I. nun als Tyrann, der ohne das Parlament zu regieren versuchte. Anfang 1641 drohten nun die Schotten und das Parlament damit, in Irland einzufallen und den Katholizismus endgültig zu unterwerfen. Aus Furcht vor dieser Invasion plante eine kleine Gruppe katholischer Rebellen (unter ihnen Felim O’Neill und Rory O’Moore) die Übernahme von Dublin und anderen wichtigen Städten (z. B. Derry) im Namen des englischen Königs.
Auch wirtschaftliche Faktoren begünstigten den Ausbruch der Rebellion, da sich die irische Wirtschaft in einer Rezession befand und die Ernte 1641 schlecht ausfiel, gleichzeitig die Pacht aber immer weiter anstieg.

## Die Rebellion
Die Rebellen, die den Staatsstreich durchführen wollten, bestanden hauptsächlich aus irischen Landbesitzern aus Ulster, das am stärksten von den Plantations betroffen war. Hugh Oge MacMahon und Connor Maguire gehörten zu der Einheit, die Dublin Castle einnehmen sollte, die Gruppe von Rory O’Moore und Phelim O’Neill sollten Im Norden aktiv werden und u. a. Derry erobern.
Der Plan, der am 23. Oktober 1641 ausgeführt werden sollte, beruhte eher auf dem Einsatz der Überraschung als auf militärischer Stärke. Man hoffte auf die breite Unterstützung durch die Bevölkerung. Doch der Plan (einer möglichst gewaltfreien Machtübernahme) scheiterte bereits, als die Obrigkeit in Dublin von einem Informanten (dem in den Protestantismus konvertierten Owen O’Connolly) von dem Plan erfuhr und Maguire und MacMahon verhaften ließ. O’Neill konnte in der Zwischenzeit allerdings einige Forts einnehmen, in dem er behauptete, im Namen des Königs zu handeln. Doch die Situation geriet außer Kontrolle, da die Obrigkeit in Dublin vermutete, dass es sich um einen generellen Aufstand der irisch-katholischen Bevölkerung handelte, die britische und protestantische Siedler massakrieren wollte. Man schickte Kommandanten wie Sir Charles Coote und William St Leger (beides protestantische Siedler), um die Bevölkerung wieder unter Kontrolle zu bringen, was allerdings in Übergriffen gegen irische Zivilisten mündete.
Zwischenzeitlich führte das Zusammenbrechen der staatlichen Autorität in Ulster ebenfalls zu Angriffen von irischen Einwohnern auf englische und schottische Siedler. Phelim O’Neill und die anderen aufständischen Führer versuchten diese Übergriffe zu verhindern, doch kamen sie nicht gegen die ethnisch motivierte und Jahrzehnte lang unterdrückte Landbevölkerung an. Im Laufe der nächsten Monate griff die Gewalt auf die ganze Insel über. Viele irische Lords, die Land verloren hatten oder Enteignung befürchteten, traten der Rebellion bei und halfen bei den Übergriffen auf protestantische Siedler.

## Blutbäder
Die Zahl der getöteten Protestanten in diesen frühen Monaten der Rebellion ist umstritten. Parlamentarische Pamphlete aus dieser Zeit sprechen von über 100.000 Siedlern, die ihr Leben verloren haben sollen – doch neuere Untersuchungen gehen stark davon aus, dass die tatsächliche Anzahl viel geringer ist. Man vermutet, dass während der gesamten Rebellion bis zu 12.000 Protestanten getötet wurden – die meisten davon starben durch die Kälte oder durch Krankheiten, nachdem sie mitten im Winter aus ihren Häusern vertrieben wurden.
Je länger die Rebellion dauerte, desto gewalttätiger wurden die Übergriffe. Wo anfangs nur Prügel und Räubereien herrschten, brannten später Häuser und am Ende wurde gemordet – dies vor allem in Ulster. Der schlimmste Zwischenfall ereignete sich in Portadown, wo dessen protestantische Einwohner zusammengetrieben und auf der Brücke der Stadt massakriert wurden. Neueste Erkenntnisse ergaben, dass allein in der Grafschaft Armagh in den ersten Monaten der Rebellion ca. 1.250 Protestanten ermordet wurden – das entsprach einem Viertel der protestantischen Bevölkerung.
Die Verbitterung, die diese Taten auslösten, saßen tief – Protestanten aus Ulster gedachten noch zweihundert Jahre später des Jahrestags der Rebellion (23. Oktober). Bilder dieser Gräueltaten finden sich noch heute im Banner des Oranier-Ordens. Auch heute noch sehen viele die damaligen Taten als Beispiel eines Völkermords. Moderne Historiker betonen, dass die Rebellion von 1641 einen überwältigenden psychologischen Einfluss auf die protestantischen Siedler hinterlassen hat. Während sich vor der Rebellion die Beziehungen zwischen Protestanten und Katholiken eher verbesserten, vertraute man sich nach der Rebellion kein Stück. Im Gegenteil, viele Siedler rächten sich genauso gewalttätig an den katholischen Iren, wenn sie die Gelegenheit dazu bekamen. Massenhinrichtungen von irischen Zivilisten und Gefangenen ereigneten sich 1641/1642 u. a. in den Wäldern von Kilwarlin (nahe der Stadt Newry), auf Rathlin Island und nahe Strabane. Auch das englische Parlament trug zu dieser Eskalation bei, indem es anordnete, sämtliche irische Gefangene zu töten. Die Ereignisse der Rebellion trennte erstmals nachhaltig Irland in zwei glaubensabhängige Lager – eine Trennung, die noch heute in Nordirland vorhanden ist.
Die weitverbreiteten Tötungen von Zivilisten konnten erst 1642 einigermaßen eingedämmt werden, als Owen Roe O’Neill die Anführerschaft der irischen Truppen in Ulster übernahm und einige Rebellen wegen Übergriffen auf die Zivilbevölkerung hängen ließ. Danach wurden die Kampfhandlungen zwar noch immer brutal, aber doch im Rahmen militärischer Regeln und unter Vermeidung ziviler Verluste ausgetragen – eine Tatsache, die sowohl O’Neill als auch der schottische Kommandant Robert Munro in Europa gelernt hatten.